# Ce n'est pas l'homosexuel qui est pervers mais la société dans laquelle il vit
Pour plus de détails, voir Fiche technique et Distribution.
Ce n'est pas l'homosexuel qui est pervers mais la société dans laquelle il vit (Nicht der Homosexuelle ist pervers, sondern die Situation, in der er lebt) est un film allemand réalisé par Rosa von Praunheim et sorti en 1971.
L'œuvre est considérée comme l'étincelle initiale du mouvement gay et lesbien moderne en Allemagne et en Suisse à sa diffusion le 4 mai 1971. C'est d'ailleurs suite à une projection à Berlin-Ouest qu'est créée l'Homosexuelle Aktion WestBerlin le 15 août de la même année, et l'Homosexuelle Interessengemeinschaft Berlin de Berlin-Est deux ans plus tard. Sa première diffusion à la télévision sur la WDR en 1972 fait scandale, alors même que le film est programmé à une heure tardive. 
Le film a également contribué à la transformation de l'utilisation du mot allemand « schwul  » (pédé), passé d'un terme injurieux à une auto-désignation par les hommes homosexuels.
Le film présente et traite, à travers l'exemple des protagonistes, la vie de nombreux hommes homosexuels au début des années 1970 dans la sous-culture gay à Berlin et dans la vie privée. Une thèse centrale du film est que les homosexuels sont en partie responsables de la mauvaise situation dans laquelle ils vivent en raison de leur désavantage. L'idée maîtresse est que les homosexuels devraient surmonter leur peur et leur impuissance et sortir de leur "cachette" pour s'organiser, se soutenir mutuellement et lutter solidairement pour une société meilleure et égalitaire. Les déclarations et les revendications du film reposent sur l'agenda politique et l'analyse sociale des scénaristes. Le film a été tourné en tant que film muet et ce n'est qu'après coup qu'il a été accompagné de dialogues et de commentaires socialement critiques et provocateurs, afin d'éviter que les responsables de la production n'interrompent eux-mêmes le tournage. C'est également dans ce film qu'a lieu le premier baiser entre deux hommes, diffusé à la télévision allemande.

## Synopsis
Le jeune Daniel, originaire de province, arrive à Berlin-Ouest et y rencontre Clemens. Tous deux vivent le grand amour, emménagent ensemble et tentent de copier le mariage bourgeois. Mais au bout de quatre mois, ils se séparent à nouveau, car Daniel a entre-temps fait la connaissance d'un homme plus âgé et riche, dans la villa duquel il emménage. Peu après, son ami plus âgé le trompe avec un autre homme lors d'une soirée musicale. Pour lui, Daniel n'était qu'un objet de plaisir.
Un jour, Daniel atterrit à une heure tardive dans un local de travestis où se retrouvent à cette heure de nombreux hommes qui n'ont pas encore trouvé de partenaire pour la nuit. C'est là qu'il fait la connaissance de Paul, qui l'emmène dans sa colocation gay de style communautaire.
Les habitants discutent avec lui des défis et des problèmes de la vie gay et lui font comprendre qu'il mène une vie très superficielle. Selon lui, son devoir en tant qu'homosexuel émancipé est d'assumer publiquement son homosexualité et de défendre activement d'autres valeurs et contenus de la vie homosexuelle, plutôt que de courir après les tendances de la mode et le sexe rapide et généralement anonyme. Le groupe lui propose de s'engager socialement et politiquement avec lui, de créer des réseaux et de lutter avec d'autres pour une société plus juste, dans laquelle les homosexuels peuvent s'exprimer librement et sans discrimination.

## Fiche technique
- Titre original : Nicht der Homosexuelle ist pervers, sondern die Situation, in der er lebt
- Réalisation : Rosa von Praunheim
- Scénario : Martin Dannecker, Sigurd Wurl, Rosa von Praunheim
- Durée : 63 minutes
- Assistants réalisateurs : Pia Richter-Haaser, Johannes Flütsch
- Société de production : Bavaria Atelier GmbH (München)
- Producteur : Werner Kliess
- Directeur de production : Dieter Minx
- Directeur de la photographie : Robert Van Ackeren
- Ingénieur du son : Rosa von Praunheim
- Montage : Jean-Claude Piroué
- Date de sortie : 1971

## Distribution
- Berryt Bohlen : Clemens
- Bernd Feuerhelm : Daniel
- Ernst Kuchling : Der Reiche (le riche)
- Norbert Losch